# Kafr Qasim
Kafr Qasim (en àrab: كفر قاسم) és una ciutat israeliana situada a 20 quilòmetres a l'est de Tel-Aviv, prop de la Línia Verda que separa Israel de la Cisjordània ocupada, al sud del "triangle" de ciutats i pobles àrabs israelians. El poble va cobrar notorietat després de la massacre de Kafr Qasim, en la qual la Policia de Fronteres d'Israel va assassinar 48 civils palestins, el 29 d'octubre de 1956. El 12 de febrer de 2008 el ministre de l'interior israelià, va declarar ciutat a Kafr Qasim, en una cerimònia duta a terme en el poble.

## Història
La zona de la ciutat està poblada des de fa milers d'anys, segons les ruïnes arqueològiques que s'han trobat allí, que daten dels temps d'apogeu de l'Imperi Romà. La ciutat moderna va ser fundada en el segle XVII pels habitants de Mesha, un poble proper. El 1917 durant la Primera Guerra Mundial, Kafr Qasim (juntament amb la resta de la zona) va ser capturada per l'Exèrcit Britànic després de la retirada de les forces armades de l'Imperi Otomà, i posteriorment va ser annexionada al Mandat Britànic de Palestina.
Kafr Qasim és cèlebre per haver estat el poble on es va detenir l'avanç de l'exèrcit israelià en el centre de Palestina durant la guerra araboisraeliana de 1948 El 1949, Israel va annexar la ciutat en concordança amb els acords de l'armistici, els quals van acabar la guerra.
El 29 d'octubre de 1956 la Policia de Fronteres d'Israel (Magav) va assassinar 49 civils, en un fet que es coneixeria com a la massacre de Kafr Qasim. Aquesta massacre, en la qual van morir 6 dones i 23 nens palestins d'entre 8 i 17 anys, continua sent una ferida oberta entre els habitants de la ciutat, i per la resta de la societat israeliana. El 2007 el president Ximon Peres es va disculpar formalment per la massacre en un acte dut a terme durant el festival islàmic de l'Eid al-Adha.
El 1959 la ciutat va rebre l'estatus de consell local per part del ministre israelià de l'interior. En els darrers anys, la ciutat va adquirir notorietat per ser el lloc a on el xeic Abdullah Nimar Darwish va començar el moviment islàmic a Israel. El parlament israelià i el xeic Ibrahim Sarsur, un nadiu de Kafr Qasim, va servir durant una dècada com a conseller de la ciutat, i van encapçalar la facció de la regió sud, del moviment islàmic a Israel des de 1999. El 2008 es va anunciar que Kafr Qasim aviat seria reconeguda com a ciutat.

## Demografia
En 1931 quan es va dur a terme un cens de població, en el qual aquell moment era el Mandat Britànic de Palestina, Kafr Qasim tenia 241 cases ocupades, i una població de 989 ciutadans musulmans.
Segons l'Oficina Central d'Estadístiques d'Israel la ciutat tenia 18.100 habitants a finals de 2007 la majoria d'aquests eren musulmans. En el poble hi ha 936 dones per cada 1.000 homes. La població augmenta a un ritme del 2,7% per cent anual.
El nivell socioeconòmic de la ciutat és relativament baix. Tan sols el 50,2 % per cent dels alumnes del dotzè curs van aconseguir graduar-se, i obtenir el seu títol (Bagrut) en l'any 2000. L'ingrés mensual mitjà en el mateix any era de 3.633 nous xéquels israelians (NIS), en contrast amb la mitjana nacional de 6.835 xéquels en aquell moment.